# Josefin Eklund
Josefin Eklund, född 17 april 1992, är en ljuskonstnär från Göteborg. 
Eklund har varit aktiv sedan 2017, då hon hade sin första utställning i Göteborg. 2017 ställde hon även ut på Galleri Skomakeriet i Stockholm. 2018 gjorde hon ett samarbete tillsammans Absolut Vodka  och var ett av ansiktena utåt för Google Play's kampanj #imakeapps. I april 2019 ställde hon ut på Fotografiska Studio Live tillsammans med William Hellström. Eklund sjunger på låten "Falcons" som släppts av bandet Vita Bergen.

## Utmärkelser
Josefin Eklund vann år 2018 Göteborgspriset i kategorin "Årets Konst" som delades ut av Nöjesguiden.